# NGC 5883
NGC 5883 é uma galáxia lenticular (S0) localizada na direcção da constelação de Libra. Possui uma declinação de -14° 36' 59" e uma ascensão recta de 15 horas, 15 minutos e 10,1 segundos.